# Blake McIver Ewing
Blake McIver Ewing (Los Angeles, 27 marzo 1985) è un attore e cantante statunitense.
Figlio della coreografa Susan McIver e del regista Bill Ewing, ha anche un fratello, Zack, anche egli attore.
È attivo dall'età di 7 anni. Nel 1992 partecipa al programma televisivo Bravo Bravissimo, condotto da Mike Bongiorno, interpretando il brano New York, New York e posizionandosi terzo nella classifica finale, dietro a Ilija Marinkovic (violinista serbo) e Jonathan Gilad (pianista francese).

## Filmografia parziale

### Attore
- Piccole canaglie, regia di Penelope Spheeris (1994)
- Piccola peste s'innamora, film TV (1995)

### Doppiatore
- Timon e Pumbaa (1 episodio, 1999)
- La sirenetta II - Ritorno agli abissi (2000)